# 苏震 (驸马)
苏震（?—?），雍州武功（今陕西省武功县）人，唐朝官员。唐玄宗的驸马。
苏震的高祖父苏世长是唐朝开国功臣、十八学士之一。曾祖父苏良嗣是唐睿宗第一次在位、武则天称制时的宰相（文昌左相，同凤阁鸾台三品）。祖父苏践峻（苏践信），父亲史书没有记载，叔父蘇彥伯娶唐中宗之女長寧公主。在驸马源清死后，唐玄宗之女真陽公主改嫁苏震，苏震官拜驸马都尉。